# Polygonella myriophylla
Polygonella myriophylla är en slideväxtart som först beskrevs av John Kunkel Small, och fick sitt nu gällande namn av Horton. Polygonella myriophylla ingår i släktet Polygonella och familjen slideväxter. Inga underarter finns listade i Catalogue of Life.